# Mistrzostwa Europy w Lekkoatletyce 1938
II Mistrzostwa Europy w Lekkoatletyce odbyły się w dwóch europejskich metropoliach. Zawody mężczyzn zorganizowano w Paryżu we Francji w dniach 3-5 września 1938 roku na Stadionie Olimpijskim, zaś zawody kobiet zostały przeprowadzone w dniach 17-18 września 1938 r. na Praterstadion w Wiedniu, należącym w tym czasie do Trzeciej Rzeszy. Rozegrano zawody w trzydziestu dwóch konkurencjach – osiemnastu biegowych, trzynastu technicznych i jednym wieloboju. Po raz pierwszy w mistrzostwach uczestniczyły kobiety. Były to jedyne mistrzostwa Europy w lekkiej atletyce, podczas których zorganizowano oddzielne zawody kobiece w innym mieście. Klasyfikację medalową wygrała reprezentacja Trzeciej Rzeszy.

## Przebieg zawodów
Reprezentacja III Rzeszy zdominowała rywalizację podczas Mistrzostw zdobywając dwanaście złotych medali i trzydzieści dwa medale w ogóle. Kolejne miejsca w klasyfikacji zajęły ekipy Wielkiej Brytanii (cztery złota i osiem medali w ogóle) i Szwecji (trzy złota i trzynaście medali w ogóle). Drugi z gospodarzy, Francja, zdobył jedynie trzy medale, po jednym z każdego kruszcu.
Podczas rywalizacji mężczyzn w Paryżu do najważniejszych wydarzeń należą: złoty medal Brytyjczyka Donalda Finlaya i nowy rekord Europy w biegu na 110 metrów przez płotki, dwa złote medale i nowe rekordy mistrzostw Holendra Martinusa Osendarpa na dystansach 100 i 200 metrów, złoto rekordzisty świata Sydneya Woodersona w biegu na 1500 metrów oraz dominacja fińskich zawodników w biegach długich (złote medale Taisto Mäkiego na 5000 metrów, Ilmari Salminena na 10 000 metrów i Väinö Muinonena w maratonie), co potwierdziło reputacji tzw. latających Finów.
W rywalizacji kobiet w Wiedniu, największy sukces osiągnęła Polka Stanisława Walasiewicz, która zdobyła cztery medale: dwa złota na 100 i 200 metrów oraz dwa srebra w skoku w dal i w sztafecie 4 × 100 metrów. Włoszka Claudia Testoni zdobyła złoto w biegu na 80 metrów przez płotki i ustanowiła na tym dystansie nowy rekord świata czasem 11,6 sekund. Poza tymi wynikami zawody zostały zdominowane przez zawodniczki z III Rzeszy, które zdobyły łącznie piętnaście z dwudziestu siedmiu medali. Pomiędzy innymi medalistkami znalazła się Holenderka Fanny Blankers-Koen, późniejsza mistrzyni i multimedalistka olimpijska, dla której był to pierwszy sukces w zawodach międzynarodowych. W skoku wzwyż złoto początkowo zdobyła Niemka Dora Ratjen, lecz gdy odkryto, że jest mężczyzną zdyskwalifikowano ją oficjalnie z powodu naruszeń zasad amatorstwa, a mistrzostwo przyznano ostatecznie Węgierce Ibolyi Csák.

## Państwa uczestniczące
Według nieoficjalnych podsumowań, w zawodach wzięło udział 350 sportowców reprezentujących dwadzieścia trzy drużyny narodowe. Jest to o dwóch zawodników mniej niż w raporcie oficjalnym. W nawiasach podano liczbę zawodników w reprezentacjach narodowych.
- Albania (2)
- Belgia (13)
- Czechosłowacja (3)
- Dania (2)
- Estonia (13)
- Finlandia (20)
- Francja (43)
- Grecja (2)
- Holandia (14)
- Jugosławia (2)
- Liechtenstein (2)
- Luksemburg (5)
- Łotwa (3)
- Norwegia (10)
- Polska (15)
- Portugalia (1)
- III Rzesza (50)
- Rumunia (2)
- Szwajcaria (17)
- Szwecja (35)
- Węgry (25)
- Wielka Brytania (35)
- Włochy (37)

## Wyniki

### Mężczyźni

#### Konkurencje biegowe
| Konkurencja:                      | Złoto:                                                                    | Czas       | Srebro:                                                                  | Czas      | Brąz:                                                                              | Czas      |
| 100 m (szczegóły)                 | Martinus Osendarp                                                         | 10,5 CR    | Orazio Mariani                                                           | 10,6      | Lennart Strandberg                                                                 | 10,6      |
| 200 m (szczegóły)                 | Martinus Osendarp                                                         | 21,2 CR    | Jakob Scheuring                                                          | 21,6      | Alan Pennington                                                                    | 21,6      |
| 400 m (szczegóły)                 | Godfrey Brown                                                             | 47,4 CR    | Karl Baumgarten                                                          | 48,2      | Erich Linnhoff                                                                     | 48,8      |
| 800 m (szczegóły)                 | Rudolf Harbig                                                             | 1:50,6 CR  | Jacques Lévèque                                                          | 1:51,6    | Mario Lanzi                                                                        | 1:52,0    |
| 1500 m (szczegóły)                | Sydney Wooderson                                                          | 3:54,6 CR  | Joseph Mostert                                                           | 3:55,2    | Luigi Beccali                                                                      | 3:57,0    |
| 5000 m (szczegóły)                | Taisto Mäki                                                               | 14:26,8 CR | Henry Jonsson                                                            | 14:27,4   | Kauko Pekuri                                                                       | 14:29,2   |
| 10 000 m (szczegóły)              | Ilmari Salminen                                                           | 30:52,0 CR | Giuseppe Beviacqua                                                       | 30:53,2   | Max Syring                                                                         | 30:57,8   |
| Maraton (szczegóły)               | Väinö Muinonen                                                            | 2-37:28,8  | Squire Yarrow                                                            | 2-39:03,0 | Henry Palmé                                                                        | 2-42:13,6 |
| 110 m przez płotki (szczegóły)    | Donald Finlay                                                             | 14,3       | Håkan Lidman                                                             | 14,5      | Reindert Brasser                                                                   | 14,8      |
| 400 m przez płotki (szczegóły)    | Prudent Joye                                                              | 53,1 CR    | József Kovács                                                            | 53,3      | Kell Areskoug                                                                      | 53,6      |
| 3000 m z przeszkodami (szczegóły) | Lars Larsson                                                              | 9:16,2 CR  | Ludwig Kaindl                                                            | 9:19,2    | Alf Lindblad                                                                       | 9:21,4    |
| 4 × 100 m (szczegóły)             | III Rzesza Manfred Kersch Gerd Hornberger Karl Neckermann Jakob Scheuring | 40,9 CR    | Szwecja Gösta Klemming Åke Stenqvist Lennart Lindgren Lennart Strandberg | 41,1      | Wielka Brytania Maurice Scarr Godfrey Brown Arthur Sweeney Ernest Page             | 41,2      |
| 4 × 400 m (szczegóły)             | III Rzesza Hermann Blazejezak Manfred Bues Erich Linnhoff Rudolf Harbig   | 3:13,7 CR  | Wielka Brytania Jack Barnes Alfred Baldwin Alan Pennington Godfrey Brown | 3:14,9    | Szwecja Lars Nilsson Carl-Henrik Gustafsson Börje Thomasson Bertil von Wachenfeldt | 3:17,3    |
| Chód na 50 km (szczegóły)         | Harold Whitlock                                                           | 4-41:51,0  | Herbert Dill                                                             | 4-43:54,0 | Edgar Bruun                                                                        | 4-44:35,0 |

#### Konkurencje techniczne
| Konkurencja:               | Złoto:           | Wynik      | Srebro:           | Wynik   | Brąz:            | Wynik   |
| Skok wzwyż (szczegóły)     | Kurt Lundqvist   | 1,97 m     | Kalevi Kotkas     | 1,94 m  | Lauri Kalima     | 1,94 m  |
| Skok o tyczce (szczegóły)  | Karl Sutter      | 4,05 m CR  | Bo Ljungberg      | 4,00 m  | Pierre Ramadier  | 4,00 m  |
| Skok w dal (szczegóły)     | Wilhelm Leichum  | 7,65 m CR  | Arturo Maffei     | 7,61 m  | Luz Long         | 7,56 m  |
| Trójskok (szczegóły)       | Onni Rajasaari   | 15,32 m CR | Jouko Norén       | 14,95 m | Karl Kotratschek | 14,73 m |
| Pchnięcie kulą (szczegóły) | Aleksander Kreek | 15,83 m CR | Gerhard Stöck     | 15,59 m | Hans Woellke     | 15,52 m |
| Rzut dyskiem (szczegóły)   | Willy Schröder   | 49,70 m    | Giorgio Oberweger | 49,48 m | Gunnar Bergh     | 48,72 m |
| Rzut młotem (szczegóły)    | Karl Hein        | 58,77 m CR | Erwin Blask       | 57,34 m | Oscar Malmbrandt | 51,23 m |
| Rzut oszczepem (szczegóły) | Matti Järvinen   | 76,87 m CR | Yrjö Nikkanen     | 75,00 m | József Várszegi  | 72,78 m |

#### Wieloboje
| Konkurencja:              | Złoto:      | Wynik        | Srebro:        | Wynik     | Brąz:         | Wynik     |
| Dziesięciobój (szczegóły) | Olle Bexell | 6870 pkt. CR | Witold Gerutto | 6661 pkt. | Josef Neumann | 6444 pkt. |

### Kobiety

#### Konkurencje biegowe
| Konkurencja:                  | Złoto:                                                     | Czas    | Srebro:                                                                                 | Czas | Brąz:                                                                | Czas |
| 100 m (szczegóły)             | Stanisława Walasiewicz                                     | 11,9 CR | Käthe Krauß                                                                             | 12,0 | Fanny Blankers-Koen                                                  | 12,0 |
| 200 m (szczegóły)             | Stanisława Walasiewicz                                     | 23,8 CR | Käthe Krauß                                                                             | 24,4 | Fanny Blankers-Koen                                                  | 24,9 |
| 80 m przez płotki (szczegóły) | Claudia Testoni                                            | 11,6    | Lisa Gelius                                                                             | 11,7 | Kitty ter Braake                                                     | 11,8 |
| 4 × 100 m (szczegóły)         | III Rzesza Josefine Kohl Käthe Krauß Emmy Albus Ida Kühnel | 46,8 CR | Polska Anna Jadwiga Gawrońska Barbara Książkiewicz Otylia Kałuża Stanisława Walasiewicz | 48,2 | Włochy Maria Alfero Maria Apollonio Rosetta Cattaneo Italia Lucchini | 49,4 |

#### Konkurencje techniczne
| Konkurencja:               | Złoto:            | Wynik      | Srebro:                 | Wynik   | Brąz:             | Wynik   |
| Skok wzwyż (szczegóły)     | Ibolya Csák       | 1,64 m CR  | Nelly van Balen Blanken | 1,64 m  | Feodora zu Solms  | 1,64 m  |
| Skok w dal (szczegóły)     | Irmgard Praetz    | 5,88 m CR  | Stanisława Walasiewicz  | 5,81 m  | Gisela Voß        | 5,47 m  |
| Pchnięcie kulą (szczegóły) | Hermine Schröder  | 13,29 m CR | Gisela Mauermayer       | 13,27 m | Wanda Flakowicz   | 12,55 m |
| Rzut dyskiem (szczegóły)   | Gisela Mauermayer | 44,80 m CR | Hildegard Sommer        | 40,95 m | Paula Mollenhauer | 39,81 m |
| Rzut oszczepem (szczegóły) | Lisa Gelius       | 45,58 m CR | Susi Pastoors           | 44,14 m | Luise Krüger      | 42,49 m |

## Tabela medalowa
| Miejsce | Państwo         | Złoto | Srebro | Brąz | Razem |
| ------- | --------------- | ----- | ------ | ---- | ----- |
| 1.      | III Rzesza      | 12    | 11     | 9    | 32    |
| 2.      | Finlandia       | 5     | 3      | 3    | 11    |
| 3.      | Wielka Brytania | 4     | 2      | 2    | 8     |
| 4.      | Szwecja         | 3     | 4      | 6    | 13    |
| 5.      | Polska          | 2     | 3      | 1    | 6     |
| 6.      | Holandia        | 2     | 2      | 4    | 8     |
| 7.      | Włochy          | 1     | 4      | 3    | 8     |
| 8.      | Francja         | 1     | 1      | 1    | 3     |
| 8.      | Węgry           | 1     | 1      | 1    | 3     |
| 10.     | Estonia         | 1     | 0      | 1    | 2     |
| 11.     | Belgia          | 0     | 1      | 0    | 1     |
| 12.     | Norwegia        | 0     | 0      | 1    | 1     |
| 12.     | Szwajcaria      | 0     | 0      | 1    | 1     |